# Edelfirn
Als Edelfirn bezeichnet man den positiv besetzten Geruch bzw. Geschmack eines lange gereiften Weißweins oder Sekts. Dieser Alterston entsteht in der Regel durch Oxidation des Weins, also durch dessen Kontakt mit Luftsauerstoff. Die Aromen erinnern an die des Sherry, Fruchtnoten treten in den Hintergrund, wohingegen meist harzige oder strohige Noten überwiegen. Edelfirner Weißwein bzw. Sekt ändert seine Farbe ins dunklere Goldgelb.
Einen negativ besetzten Geruch oder Geschmack bezeichnet man als Firn.